# 아다강
아다강(Adda, 라틴어 Abdua, 또는 Addua; 롬바르디아어 Ada)은 이탈리아 북부에 있는 강이며, 포강의 지류이기도 하다. 스위스와의 국경 인근의 알프스에서 발생하여 코모호를 통해 흐른다. 아다 강은 크레모나의 상류에서 몇 km에 있는 포강과 합류한다. 총 313 km이고, 유역의 가장 높은 지점은 4,020 m 높이의 라 스펠다(피츠베르니나산의 서브피크)의 꼭대기이다.
아다강을 따라 형성된 도시들로는 보르미오, 손드리오, 벨라조, 레코(벨라조와 함께 코모 호수에 위치함), 로디 등이 있다.